# Berkelland
Berkelland  è una municipalità dei Paesi Bassi situata nella provincia di Gheldria.

## Storia
È stato istituito il 1º gennaio 2005 dall'unione dei comuni di Borculo, Eibergen, Neede e Ruurlo.

## Monumenti

### Architetture civili
- Castello di Ruurlo (nella frazione di Ruurlo; XIV-XVIII secolo)[1][2][3][4]